# Die Tätowierung (Roman)
Die Tätowierung ist der dritte Band aus der Irene Husse-Reihe der schwedischen Schriftstellerin Helene Tursten. Die deutsche Übersetzung von Holger Wolandt erfolgte im Jahr 2002. Der Kriminalroman beschreibt eine Serie makabrer Mordfälle aus dem Rotlichtmilieu von Kopenhagen.

## Inhalt
Im Mai 1999 findet eine Kinderkrankenschwester am Felsstrand der Insel Stora Amundön, vor der Küste von Göteborg, in einem schwarzen Plastiksack den Torso einer männlichen Leiche mit einer auffälligen Tätowierung. In diesen Fall wird das Ermittlerteam der Göteborger Kriminalpolizei um Inspektor Irene Huss, Sven Andersson und Johnny Blom eingeschaltet. Am nächsten Tag wird es in der Schlagzeile des Göteborg-Postens verkündet: „Teil eines zerstückelten Mordopfers am Badeplatz gefunden“. Der Torso wird in der Gerichtsmedizin untersucht und es wird festgestellt, dass der Leiche sämtliche Organe entfernt worden sind. Besonders markant ist das künstlerisch aufwendig gestaltete Tattoo, welches aus einem Drachen und einem asiatischen Schriftzeichen besteht. Die näheren Umstände der Tat, bei der dem Opfer Anus und Geschlechtsorgan entfernt wurden, erscheinen als besonders abstoßend und die Polizei fahndet nach einem nekrophilen Sadisten als Mörder. Aufgrund der professionellen Durchführung des Sezierens geht man davon aus, dass der Täter über eine gewisse Obduktionskenntnis besitzt. Das Tätowierungsmuster wird an Interpol übermittelt, um die Identität des Opfers ausfindig zu machen. Außerdem wird es in der Presse veröffentlicht.
Irene Huss tappt längere Zeit im Dunkeln und hat bei den Befragungen in den Göteborger Tattoo-Studios einen unangenehmen Zusammenstoß mit den Hell’s Angels. Bis dänische Kollegen von einem ähnlichen Fall in Kopenhagen berichten, bei dem die schwedische Prostituierte Carmen Østergaard getötet wurde. Carmen war rauschgiftabhängig und soll HIV-positiv gewesen sein. Irene Huss begibt sich daher auf eine Dienstreise in das südliche Nachbarland. Ihr Ansprechpartner ist Kommissar Peter Møller, der ihr das Milieu des Kopenhagener Rotlichtviertels Vesterbro zeigt. Møller eröffnet ihr, dass Junkies vom Straßenstrich hier häufig den schlimmsten Misshandlungen ausgesetzt seien. Irene Huss bekommt einen Zettel mit der Mitteilung “The little mermaid is dead” und wenig später wird die Leiche der Prostituierten Isabell Lind in einem Hotel der Colbjørnsengade gefunden. Isabell ist die Tochter ihrer Nachbarin in Göteborg, die in Kopenhagen in der Agentur „Scandinavian Models“ Arbeit fand und eines Tages auf unerklärliche Weise verschwand. Ihre Leiche weist ähnliche Verstümmelungen wie das des ersten Opfers auf. Die Spur des anderen Falls führt Irene Huss in das Studio des ehemaligen Sumoringers Tom Tanaka, welcher ihr nach anfänglichem Sträuben nähere Angaben machen kann. Das Schriftzeichen auf der japanischen Tätowierung ist ein umgedrehtes Y und bedeutet Mann. Der Ermordete im Plastiksack wird von ihm anhand des Tatoos als Marcus Tosscander identifiziert. Nach und nach werden weitere Details über die Ermordung enthüllt, so wurde beiden Opfern ein harter Gegenstand in Scheide und Anus gestoßen. Die Vermutung, dass es sich um einen Gummiknüppel der Polizei handeln könnte, wird geäußert. Emil Bentsen wird das dritte Opfer. Der Mann aus dem Umfeld von Marcus Tosscander wird erdrosselt und sein Unterleib verstümmelt. Auch hier fehlen gewisse Muskelpartien aus Brust und Gesäß. Ob es zu Kannibalismus gekommen ist, kann nicht mit Sicherheit bestimmt werden. Bei den Ermittlern wird der Täter von nun an “Jack the Ripper” genannt. Zeugen berichten, dass dem Täter ein eigenartiger Geruch (möglicherweise an der Kleidung anhaftende Essensgerüche) zu eigen war. Die Spurenermittlung ergibt, dass sich in der Nähe des Opfers Reismehl fand, welches heutzutage anstatt von Talkumpulver beim Benutzen von OP-Handschuhen seine Verwendung findet. Marcus Tosscander, ein homosexueller Designer, hatte offensichtlich in Dänemark neue Männerbekanntschaften gemacht, und wurde in eine Falle gelockt. Anstatt ihn mit nach Thailand zu nehmen, wo man sich eine neue Existenz aufbauen wollte, wurde er getötet und auf grausame Weise zerstückelt.
Mittlerweile überstürzen sich die Ereignisse in Irenes unmittelbarem Umfeld. Tom Tanaka wird von einem unbekannten, schwarz gekleideten Mann überfallen und schwer verletzt, so dass er ins Krankenhaus eingeliefert werden muss. Haare aus dem Leichensack mit dem Torso von Marcus Tosscander gehören nach einer DNA-Analyse eindeutig zu Emil Bentsen. In Bentsens Wohnung werden “Snuff Videos” gefunden, die eindeutig zeigen, wie Emil Marcus ausweidet und dabei auf krankhafte Weise Lust empfindet. In einem zweiten Video ist die Szene festgehalten, wo Bentsen Carmens Kopf mit der Kreissäge abtrennt. Ihre Beine und Arme werden abgetrennt und ihre Eingeweide in einen Plastikeimer geworfen. Das Zerstückeln fand vermutlich in einer Montagehalle einer Werft statt. Ein weiteres Indiz auf die sadistischen Neigungen Bentsens ist ein Video des verbotenen Giallo-Films “The New York Ripper”. Es kristallisiert sich immer stärker heraus, dass der Mörder große Lust am Töten verspürt. Marcus, Emil und ein bislang noch unbekannter Mann, der „Basta“ genannt wird, hatten eine homosexuelle Dreiecksbeziehung gebildet und dabei sadomasochistische Sexualpraktiken ausgeübt. Die Sequenz der Gewalttaten ergibt allerdings kein klares Muster. Zwischen dem Mord an Carmen und Marcus waren zwei Jahre vergangen, Isabell und Emil wurden innerhalb von nur zwei Stunden ermordet. Der Plan, Marcus zu töten, wurde schon lange Zeit vorher gefasst. Der Mörder hatte immer wieder geübt, in dem er Überfälle auf Prostituierte in Vesterbro ausführte. Der Mörder überfällt Irene in ihrem Privathaus, kann jedoch wieder unerkannt entkommen. Der Kopf von Tusscander wird schließlich in einem Mausoleum gefunden.
Der Fotograf Erik Bolin wird das vierte Opfer der Mordserie, noch bevor er Irene Huss Aussagen machen kann, die zur Ergreifung des Täters führen. Im Haar von Bolin werden Spermareste gefunden, deren DNA zu Emil Bentsen gehört. „Basta“ ist Sebastian Martinsson, in dessen Wohnung die Polizei selbstgemalte Porträts der abgeschlagenen Köpfe von Carmen und Marcus finden. Martinsson war Kunststudent und arbeitete in der Gerichtsmedizin. Er hatte als Sargträger den Schlüssel für das Mausoleum, in dem er den Kopf Tusscanders deponierte. Am Ende wird Martinsson in seiner Wohnung tot aufgefunden, der Bausch aufgeschlitzt und die Eingeweide entnommen.

## Klappentext
Eines Morgens im Mai wird am Fjordufer von Göteborg eine männliche Leiche gefunden. Es handelt sich um einen Torso – Arme, Beine und Kopf wurden abgetrennt, der Körper grausam verstümmelt. Wer ist der Tote? Die einzige Spur besteht in einer seltsamen fernöstlichen Tätowierung auf der Schulter des Opfers. Sie führt Inspektorin Irene Huss schließlich nach Kopenhagen, wo zwei Jahre zuvor eine Prostituierte unter ähnlichen Umständen ums Leben kam. Als eine Reihe weiterer grausamer Morde geschieht, überstürzen sich die Ereignisse. Auf der Suche nach dem Täter steht die junge Beamtin vor einer Vielzahl von Rätseln: Was verschweigt Tom Tanaka, der ehemalige Sumo-Ringer mit Kontakten zu einigen der Opfer? Ist er das Bindeglied zwischen den Toten? Warum verhalten sich einige ihrer dänischen Kollegen so seltsam bedeckt? Und kann sie überhaupt noch jemandem trauen? Denn längst spürt sie, dass sich der Mörder wie ein Schatten an ihre Fersen geheftet hat.

## Sprachstil
„Durch nichts ließ der Wind auf das Entsetzliche schließen. Im Gegenteil. Für Anfang Mai war die tanggesättigte Meeresbrise, die vom eisigen Wasser herüberwehte, erstaunlich mild. In den niedrigen Wellenkämmen funkelte die Sonne und versuchte so zu tun, als sei der Sommer bereits gekommen. Es war einer dieser ungewöhnlich warmen Frühlingstage, die so schnell wieder verschwinden, wie sie gekommen sind.“

Es werden von Helene Tursten diverse Handlungsstränge angelegt, für den Leser verschiedene Fährten und Zusammenhänge angedeutet. Die Handlung springt zwischen zwei Schauplätzen: dem beschaulichen Göteborg und dem undurchschaubaren sowie moralisch verkommenen Kopenhagen. Es geht nicht nur um den unheimlichen Kriminalfall, sondern auch um Landschaftsimpressionen, Stadtansichten und auf leicht humorige Art um die Mentalitätsunterschiede zwischen Schweden und Dänen.

„»Der Schnitt ist ellipsenförmig. Das hat sicher mit der sexuellen Ambivalenz dieses Typus von Mördern zu tun. Was genau er beim Zerstückeln der Leiche denkt, weiß Niemand, nur dass es ein Ventil für seine starken Gefühle und Phantasien ist. Was sich rein objektiv bei den Opfern jeweils beobachten lässt, ist, dass sich die Gewalt immer gegen die Brüste, den Anus und das Geschlechtsorgan richtet. Immer.« »Warum?« »Das hat mit Macht zu tun. Der Macht, das Geschlecht auslöschen zu können. Die totale Macht, die Menschlichkeit des Opfers auszulöschen.«“

Tursten gewährt in dieser Erzählung Einblicke in die perverse und menschenverachtende Praxis der Sexindustrie, welche ihre Opfer ausbeutet, benutzt und am Ende wegwirft.

## Rezeption
Der dritte Fall der Irene Huss wird aufgrund sprachlicher und logischer Mängel nicht unbedingt als “Meilenstein der schwedischen Kriminalliteratur” angesehen. Auch sei die explizite Detailverliebtheit (die Koffeinsucht der Protagonistin, “1000 Tassen Kaffee und IKEA-Möbel”) und die Beschreibung von profanen Alltagshandlungen ein Hemmnis während des Leseflusses. Nebenfiguren der Geschichte, die für die weitere Handlung keine Rolle mehr spielen, werden übertrieben intensiv beschrieben. Helene Tursten würde mit diesem Kriminalroman mit einer harten Blutrünstigkeit aufwarten, welche ihre Leserschaft in dieser Form bislang noch nicht kannten. Jedoch in allen Kritiken wird Turstens Fähigkeit hervorgehoben, auch mit “Die Tätowierung” eine durchgehend spannende Story mit einer Reihe unvorhergesehener Wendungen geschrieben zu haben.

## Textausgaben
- Helene Tursten: Die Tätowierung (Tatuerad Torso), 448 Seiten, btb Verlag München, 2002, ISBN 978-3-442-73147-3